# タヴリダ国立大学

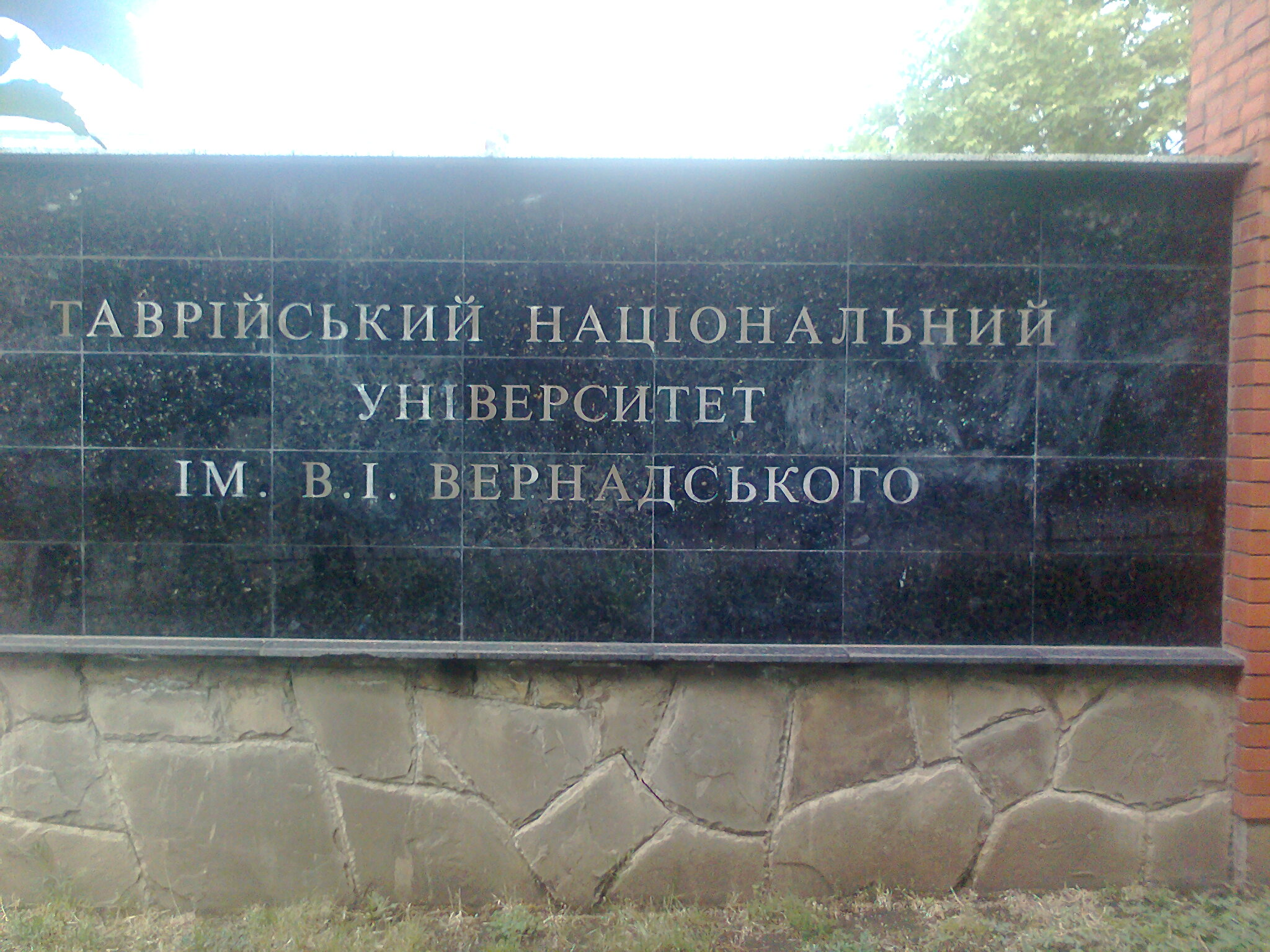
大学名のプレート（2013年5月）

タヴリダ国立大学 （ウクライナ語: Таврійський національний університет、ロシア語: Таврический национальный университет、クリミア・タタール語: Таврия Миллий Университети）は、ウクライナ・クリミア自治共和国の首都シンフェロポリにある1918年創立の大学。正式名称は、V・I・ヴェルナードシクィイ記念タヴリダ国立大学（ウクライナ語: Таврійський національний університет імені В. І. Вернадського；略称: ТНУ） 。大学の変遷のなかでクリミア大学、クリミア国立教育大学、シンフェロポリ国立大学といった名前も経ている。
16学部を擁する総合大学で、クリミアにおける高等教育の中心的役割を担ってきたが、2014年から後のクリミアのロシア編入の中で、ロシア連邦によって他の複数の大学・研究所と共に「クリミア連邦大学」へ組み込まれた。

## 歴史
- 1916年8月15日、ロシア帝国国家評議会議員のソロモン・クリム（ロシア語版）はロシア帝国・タヴリダ県での高等教育機関の設立が必要との報告を行う。12月16日付で同評議会のウラジーミル・ヴェルナツキー（ウクライナ語名でヴォロディームィル・ヴェルナードシクィイ）が設立趣意書に署名し、設立が決定された[2][3]。
- 1917年10月17日、聖ウラジーミル・キエフ大学の委員会でクリミアにおける分校設立が認可される[2][3]。
- 1918年5月10日、ウクライナ国の首都キーウにキエフ大学のタヴリダ支部が開設される。翌5月11日、ヤルタにおいてタヴリダ支部の開設式典が催される[2][3]。
- 1918年7月2日、県ゼムストヴォ会議においてタヴリダ大学をシンフェロポリに開設する決定が採択される。7月28日には、薬学部長のロマーン・イヴァーノヴィチ・ゲリヴィグ（ロシア語版）教授がタヴリダ大学長に選出される[2]。
- 1918年8月30日には、クリミア地方政府によって「タヴリダ大学に関する条例」を制定する[2]。
- 1918年10月14日には、シンフェロポリのマクシム・ゴーリキー記念クリミア・アカデミー・ロシア・ドラマ劇場（ウクライナ語版）にてタヴリダ大学の創立式典が行われる[2][3]。
- 1920年10月10日ウラジーミル・ヴェルナツキーが学長に選出される。この頃の教授陣は、ヴェルナツキーの他にN・I・アンドルーソフ（ロシア語版）、M・M・ボゴスローフスキイ（ロシア語版）、D・A・グラーヴェ（英語版）、A・E・ケースレル、V・A・オーブルチェフなどであった[2][3]。
- 1921年1月、前年にクリミア半島から白軍を追い出した赤軍司令官ミハイル・フルンゼを讃えるM・V・フルンゼ記念クリミア大学（Кримський університет ім. М. В. Фрунзе）に改称[2][3]。
- 1925年にM・V・フルンゼ記念クリミア国立教育大学（Кримським державний педагогічний інститут ім. М. В. Фрунзе）に改称。なお、この場合の「大学」は інститут、すなわち単科大学を意味する[2][3]。
- 1972年にM・V・フルンゼ記念シンフェロポリ国立大学（Сімферопольський державний університет ім. М. В. Фрунзе.）に改称されて再び総合大学（університет）となる[2][3]。
- 1999年8月にレオニード・クチマ署名・発令の大統領令により国立大学となるとともに設立当初の名称に戻りタヴリダ国立大学と改称。初代学長の V・I・ヴェルナードシクィイ を記念するV・I・ヴェルナードシクィイ記念タヴリダ国立大学を正式名称とした[2][3]。
- 2014年のクリミア危機とその後のクリミアのロシア編入の流れの中で、他大学・研究所と共に「クリミア連邦大学」へ組み込まれた。タヴリダ国立大学の公式サイトは2014年1月16日に「準備中」となり[4]、それまでの内容全てが非表示となった。2016年1月9日に大学の公式サイトが再開したが[4] 、大学名がТаврический национальный университетとロシア語表記になるとともに V・I・ヴェルナードシクィイ（ウラジーミル・ヴェルナツキー）の名がはずされた。またコンテンツも全てロシア語に変更された。その後、クリミア連邦大学の公式サイト（cfuv.ru）が設立された。

## 学部
- 生物学部
- 地理学部
- 外国語学部
- 歴史学部
- クリミア・タタール語・東洋言語学部
- 数学・情報学部
- 心理学部
- スラブ語及びジャーナリズム学部
- ウクライナ語・ウクライナ研究学部
- 経営学部
- 物理学部
- 保健体育学部
- 哲学部
- 化学部
- 経済学部
- 法学部

## 付属施設

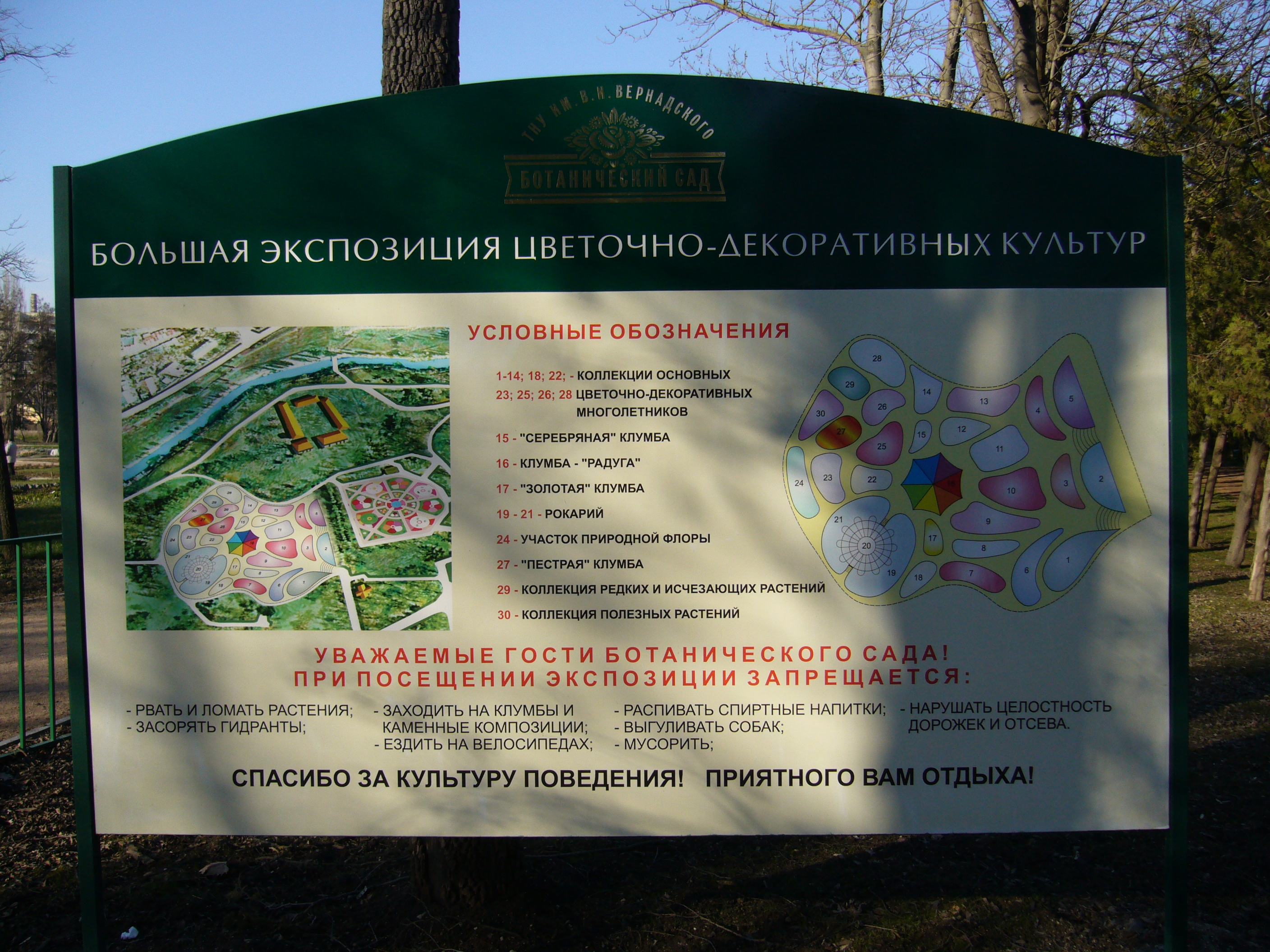
附属植物園（北側花壇の説明板）

- 大学附属シンフェロポリ植物園 (uk:ウクライナ語版) （2004年開園：32ヘクタールの庭園に約2000種の植物：北緯44度56分34.8秒 東経34度07分40.8秒）
- 動物学博物館　（1965年開設）
- 地球物理観測所　（1981年開設）
- 持続可能な開発のための技術研究センター　（2001年設立）
- ウクライナ洞穴・カルスト研究センター　（2006年設立）
- 国際交流局
- 卒業生就職支援センター
- スポーツキャンプ "プロメテウス" (Прометей)　（1962年開設：黒海沿岸のアルシタにあるレクリエーション施設）
- コンピュータ技術センター　（1999年設立）
- 人体機能回復センター　（2007年設立：人体機能回復、総合保健、レクリエーションなどに関するセンター）

など。

## 著名な教員
- ウラジーミル・ヴェルナツキー（1863 - 1945）地球科学者
- ウラジミール・オーブルチェフ（1863 - 1956）地質学者
- ベキル・チョバンザーデ (1893 - 1937) トルコ語学者、詩人

## 著名な卒業生
- イーゴリ・クルチャトフ（1903 - 1960）物理学者
- キリル・シチョールキン（英語版）（1911 - 1968）物理学者
- クセニア・シモノヴァ（1985 - ）サンドアーティスト

## クリミアのロシア連邦への併合後に
クリミアのロシア連邦への併合後、ロシア当局は新たにクリミア連邦大学を設立し、その構成要素にタヴリダ国立大学をタウリダ・アカデミーとして含めた。アカデミーのディレクターはボロニン（I.N. Voronin）教授である。
クリミアのロシア連邦への併合を認めていないウクライナ当局は、キーウにタウリダ国立大学の組織を命じた。このウクライナ大学の学長はカザリン（V.P. Kazarin）教授である。